# Брогера (Тревизо)
Брогера је насеље у Италији у округу Тревизо, региону Венето.
Према процени из 2011. у насељу је живело 40 становника. Насеље се налази на надморској висини од 20 м.